# Chelyocarpus

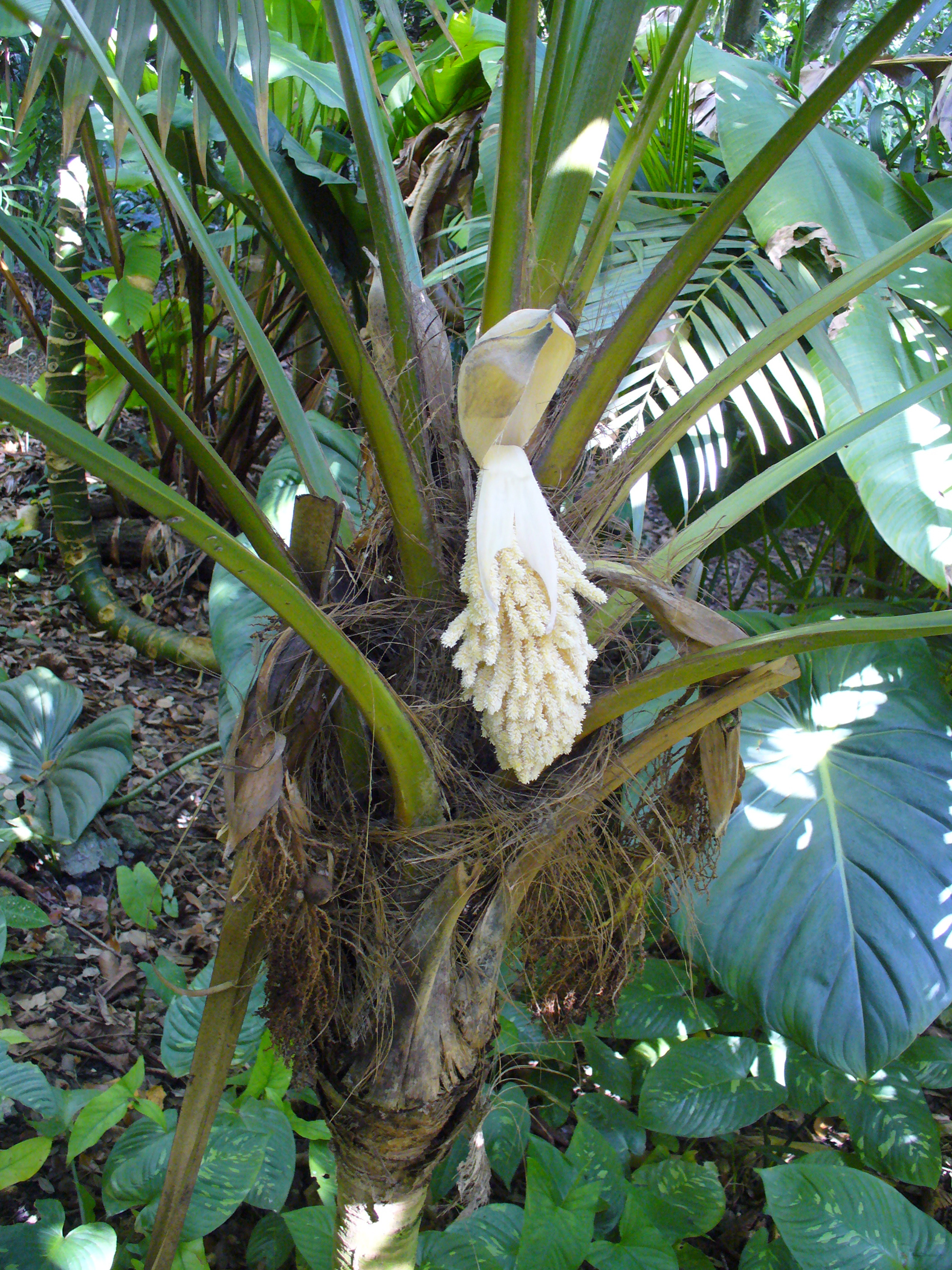
Kvetoucí Chelyocarpus ulei

Chelyocarpus je nevelký rod palem, zahrnující 4 druhy. Jsou to nevelké palmy s vějířovitými listy a přímým nebo poléhavým kmenem. Vyskytují se pouze v Jižní Americe. Nejznámějším a nejrozšířenějším druhem je Chelyocarpus ulei, rostoucí v Amazonii.

## Popis
Zástupci rodu Chelyocarpus jsou malé palmy, dorůstající max. výšky do 5 metrů. Kmen je přímý (u druhu Ch. repens poléhavý), tenký a holý, s tenkými kroužky listových jizev. Listy jsou dlanité nebo krátce dlanitozpeřené (Ch. chuco), induplikátní, řapík je bez ostnů. Listové pochvy jsou vláknité. Čepel listů je členěná na jednoduše nebo vícekrát přeložené segmenty.
Květenství vyrůstají mezi bázemi listů a jsou převislá, jednoduše nebo 2x větvená. Kalich a koruna jsou dvou až čtyřčetné. Tyčinek je 5 až 9. Gyneceum je složeno nejčastěji ze 2 až 3 plodolistů. Čnělka je krátká. Plody jsou jednosemenné, kulovité a u vrcholu mají zbytky vytrvalé čnělky. Mezokarp je tlustý a suchý, endokarp blanitý.

## Rozšíření
Rod Chelyocarpus zahrnuje 4 druhy a je rozšířen výhradně v Jižní Americe. Chelyocarpus ulei má rozsáhlý areál rozšíření v Amazonii, kde roste v nadmořských výškách do 500 metrů. Ch. chuco roste v Brazílii a Bolívii. Ch. dianeurus je endemit západní Kolumbie, Ch. repens je endemit Peru.

## Taxonomie
Rod Chelyocarpus je v rámci systému palem řazen do podčeledi Coryphoideae a tribu Cryosophileae. Příbuzenské vztahy k ostatním zástupcům tohoto tribu nejsou dosud dořešeny. Druh Ch. ulei byl popsán v roce 1920, ostatní druhy až v letech 1972 a 1988.

## Význam
Není známo žádné využití.